# Leander (lớp tàu tuần dương) (1931)
Lớp tàu tuần dương Leander là một lớp tàu tuần dương hạng nhẹ bao gồm tám chiếc, được chế tạo cho Hải quân Hoàng gia Anh Quốc vào đầu những năm 1930, và đã phục vụ trong Chiến tranh Thế giới thứ hai. Chúng được đặt tên theo những hình tượng trong thần thoại Hy Lạp, và được đưa ra hoạt động trong khoảng thời gian từ năm 1933 đến năm 1936. Ba chiếc trong nhóm thứ hai đã được bán cho Hải quân Hoàng gia Australia trước Thế Chiến II và được đặt lại tên theo các thành phố của Australia. Hai chiếc khác, Leander và Achilles, được Anh Quốc chuyển cho Hải quân Hoàng gia New Zealand trong chiến tranh; và trong tổng số tám chiếc trong lớp, ba chiếc đã bị mất trong chiến đấu, số còn lại được cho ngừng hoạt động và tháo dỡ sau đó, ngoại trừ HMNZS Achilles được bán cho Ấn Độ và phục vụ dưới tên gọi INS Delhi cho đến năm 1978.

## Thiết kế
Lớp Leander chịu ảnh hưởng bởi thiết kế của lớp tàu tuần dương hạng nặng York, và được dự định để thực hiện tốt hơn vai trò bảo vệ các tuyến đường thương mại hàng hải. Những chiếc lớp Leander tải trọng 7.000-7.200 tấn được trang bị tám hải pháo BL 152 mm (6 inch) Mark XXIII trên những tháp pháo đôi, hai phía trước và hai phía sau. Dàn pháo hạng hai bao gồm bốn khẩu hải pháo QF 102 mm (4 inch) Mark V L/45 phòng không Mark IV, sau này được thay thế bởi tám khẩu QF 4 inch Mark XVI trên các bệ nòng đôi. Vũ khí phòng không bao gồm mười hai súng máy Vickers 0,5 inch (13 mm) trên ba bệ bốn nòng. Chúng cũng được trang bị một bộ bốn ống phóng ngư lôi 21 inch (530 mm) mỗi bên mạn tàu, và được thiết kế để có thể mang hai thủy phi cơ Fairey Seafox phóng lên bằng máy phóng.
Tốc độ đạt được là 32 hải lý trên giờ (59 km/h), và nó mang theo 845 tấn vỏ giáp. Năm chiếc đầu tiên trong lớp không có sự phân tách hệ thống động lực; các phòng nồi hơi được bố trí chung với nhau và thoát hơi qua cùng một ống khói, một đặc tính riêng biệt trong số các tàu tuần dương Anh. Điều này có nghĩa là một hư hại ở giữa tàu có thể loại bỏ toàn bộ các phòng nồi hơi.

### LớpLeandercải tiến
Ba chiếc cuối cùng trong lớp, thường được xem là lớp phụ "Leander cải tiến", "Amphion" hoặc "Perth", có hệ thống động lực được sắp xếp trong hai ngăn riêng biệt trước và sau, cho phép con tàu vẫn tiếp tục hoạt động cho dù một trong hai ngăn bị hư hại. Hai ống khói riêng biệt dành cho mỗi ngăn động cơ khiến cho lớp này có kiểu dáng khác biệt so với những chiếc Leander ban đầu vốn chỉ có một ống khói. Để che phủ các ngăn động cơ, vỏ giáp hông được mở rộng từ 84 foot (26 m) đến 141 foot (43 m), sử dụng trọng lượng tiết kiệm được do việc tách các ngăn động lực. Trong khi thiết kế, đã có ý định cải biến tháp pháo tận cùng phía mũi và phía đuôi thành những tháp pháo ba nòng thay vì hai, nhưng việc này bị hủy bỏ sau khi xác định những thay đổi cần thiết gây ra nhiều ảnh hưởng tiêu cực, bao gồm giảm bớt tốc độ tối đa của con tàu cùng hiệu quả của hệ thống điều khiển hỏa lực. Cả ba con tàu đều được bán cho Hải quân Hoàng gia Australia: HMAS Sydney trong khi được chế tạo, và HMAS Perth cùng HMAS Hobart sau vài năm phục vụ cùng Anh Quốc.

### Cải biến trong chiến tranh
Trong Chiến tranh Thế giới thứ hai, một số cải biến đáng kể đã được thực hiện cho những chiếc trong lớp. Nhiều kiểu vũ khí phòng không khác nhau được bổ sung, và hai chiếc chuyển cho New Zealand được tháo dỡ một tháp pháo để mang theo các khẩu pháo phòng không 20 mm và 40 mm mạnh hơn vào chỗ đó. Cũng có những thay đổi về khả năng phóng máy bay, mặc dù không xác định được việc sử dụng chúng; và các kiểu máy bay Fairey Swordfish và Supermarine Walrus được cho là đã hoạt động cùng với lớp tàu này.

## Lịch sử hoạt động
Trong chiến tranh, HMS Leander và HMS Achilles được chuyển cho Hải quân Hoàng gia New Zealand vào tháng 9 năm 1941, và được đổi tên tương ứng thành HMNZS Leander và HMNZS Achilles. Ngoài ra HMS Neptune cũng được phục vụ bởi một thủy thủ đoàn người New Zealand cho dù không thuộc Hải quân New Zealand. Neptune bị mất do trúng phải thủy lôi Ý ngoài khơi bờ biển Tripoli vào cuối năm 1941.
Ban đầu có tên là HMS Phaeton, HMAS Sydney được Hải quân Hoàng gia Australia sở hữu và đổi tên trước khi hạ thủy; và nó được đưa ra hoạt động vào năm 1935. Hai chiếc khác, HMS Apollo và HMS Amphion, hoàn tất năm 1936 và đã phục vụ cho Hải quân Hoàng gia ít lâu trước khi chuyển cho Australia trong các năm 1938-1939, và được đổi tên tương ứng thành HMAS Hobart và HMAS Perth. Được sử dụng trong nhiều chiến dịch khác nhau suốt Địa Trung Hải, Ấn Độ Dương và Thái Bình Dương, Sydney bị mất trong cuộc đấu pháo tay đôi với tàu tuần dương phụ trợ Đức Kormoran ngoài khơi Western Australia vào cuối năm 1941 với tổn thất nhân mạng toàn bộ con tàu, còn Perth bị mất trong trận chiến eo biển Sunda vào đầu năm 1942, chỉ còn lại Hobart sống sót qua cuộc chiến.
Hầu hết những chiếc còn lại được cho ngừng hoạt động và tháo dỡ trong giai đoạn 1947-1949, và Hobart vào năm 1962. Riêng Achilles có quãng đời phục vụ kéo dài, khi được bán cho Ấn Độ và hoạt động dưới các tên gọi HMIS Delhi rồi là INS Delhi cho đến cuối những năm 1970.

## Những chiếc trong lớp

### Lớp phụ "Leander"
| Tàu                | Đặt lườn            | Hạ thủy              | Hoạt động            | Số phận                                                                              |
| HMS/HMNZS Leander  | 1 tháng 8 năm 1928  | 13 tháng 7 năm 1929  | 23 tháng 7 năm 1931  | Chuyển cho New Zealand 1937, ngừng hoạt động 1945, tháo dỡ 1947                      |
| HMS/HMNZS Achilles | 11 tháng 6 năm 1931 | 1 tháng 9 năm 1932   | 10 tháng 10 năm 1933 | Chuyển cho New Zealand 1936, bán cho Ấn Độ 1948 dưới tên gọi INS Delhi, tháo dỡ 1978 |
| HMS Ajax           | 7 tháng 2 năm 1933  | 1 tháng 3 năm 1934   | 3 tháng 6 năm 1935   | Ngừng hoạt động 1948, tháo dỡ 1949                                                   |
| HMS Neptune        | 24 tháng 9 năm 1931 | 31 tháng 1 năm 1933  | 12 tháng 2 năm 1934  | Chìm do trúng mìn ngoài khơi Tripoli, 19 tháng 12 năm 1941                           |
| HMS Orion          | 26 tháng 9 năm 1931 | 24 tháng 11 năm 1932 | 18 tháng 1 năm 1934  | Ngừng hoạt động 1947, tháo dỡ 1949                                                   |

### Lớp phụ "Amphion"
| Tàu         | Đặt lườn            | Hạ thủy             | Hoạt động           | Số phận                                                                                          |
| HMAS Perth  | 26 tháng 6 năm 1933 | 27 tháng 7 năm 1934 | 15 tháng 6 năm 1936 | Chuyển cho Australia năm 1939, bị đánh chìm trong trận chiến eo biển Sunda 1 tháng 3 năm 1942    |
| HMAS Hobart | 15 tháng 8 năm 1934 | 9 tháng 10 năm 1934 | 13 tháng 1 năm 1936 | Chuyển cho Australia năm 1938, ngừng hoạt động 1947, tháo dỡ 1962                                |
| HMAS Sydney | 8 tháng 7 năm 1933  | 22 tháng 9 năm 1934 | 24 tháng 9 năm 1935 | Bị tàu tuần dương phụ trợ Đức Kormoran đánh chìm ngoài khơi Western Australia, tháng 11 năm 1941 |